# Acer crataegifolium
Acer crataegifolium là một loài thực vật có hoa trong họ Bồ hòn. Loài này được Siebold & Zucc. mô tả khoa học đầu tiên năm 1845.

## Hình ảnh

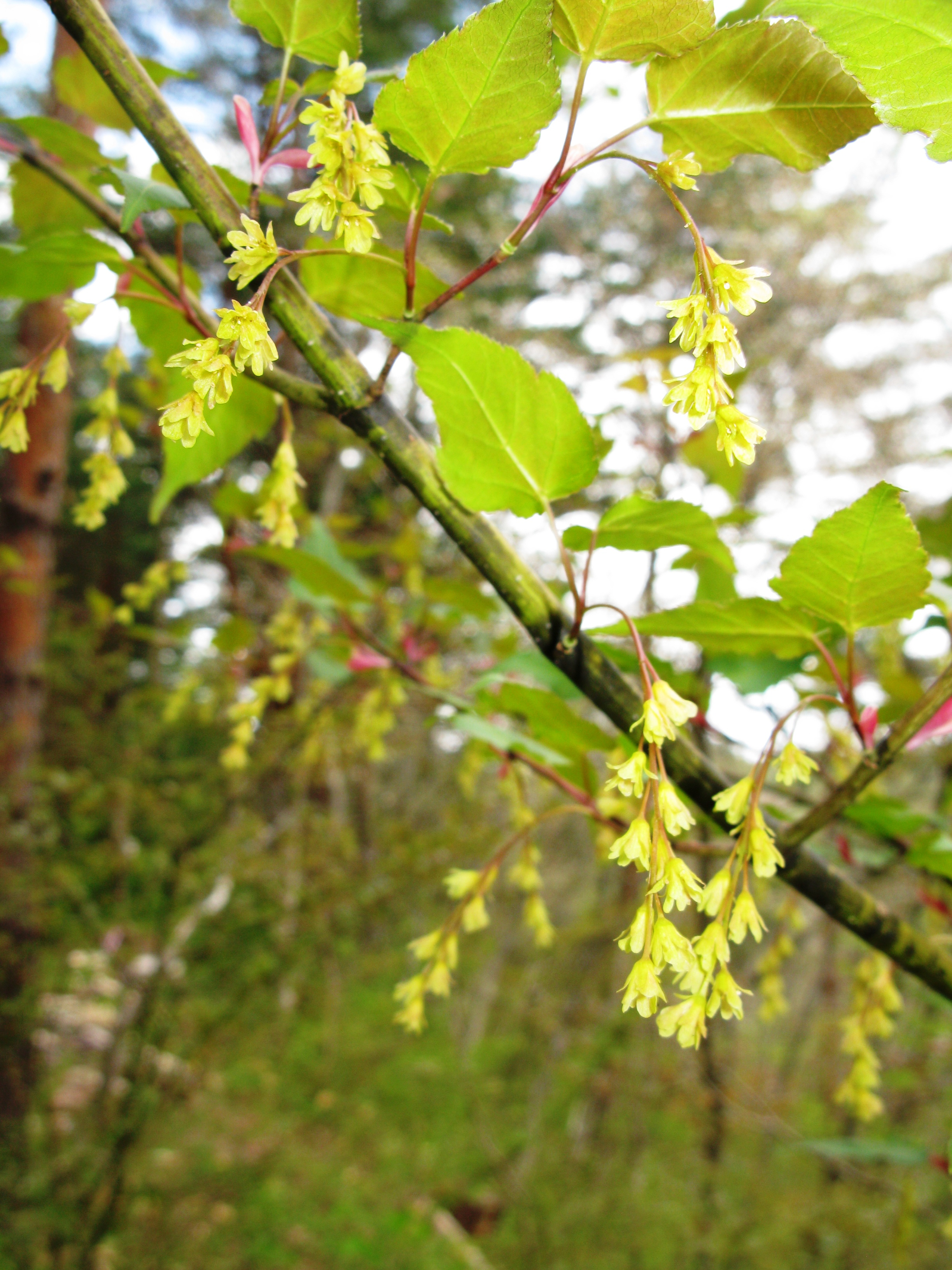
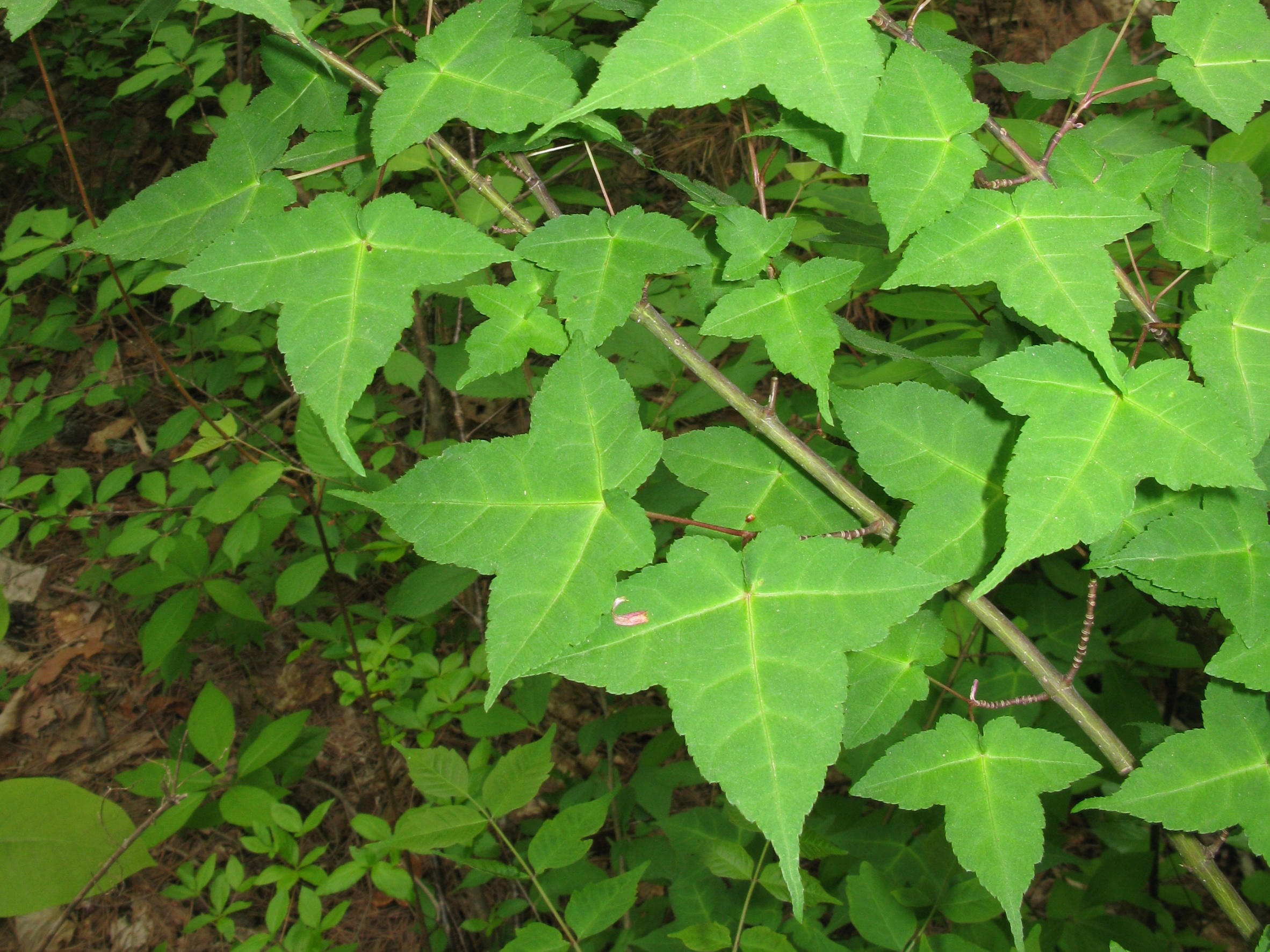
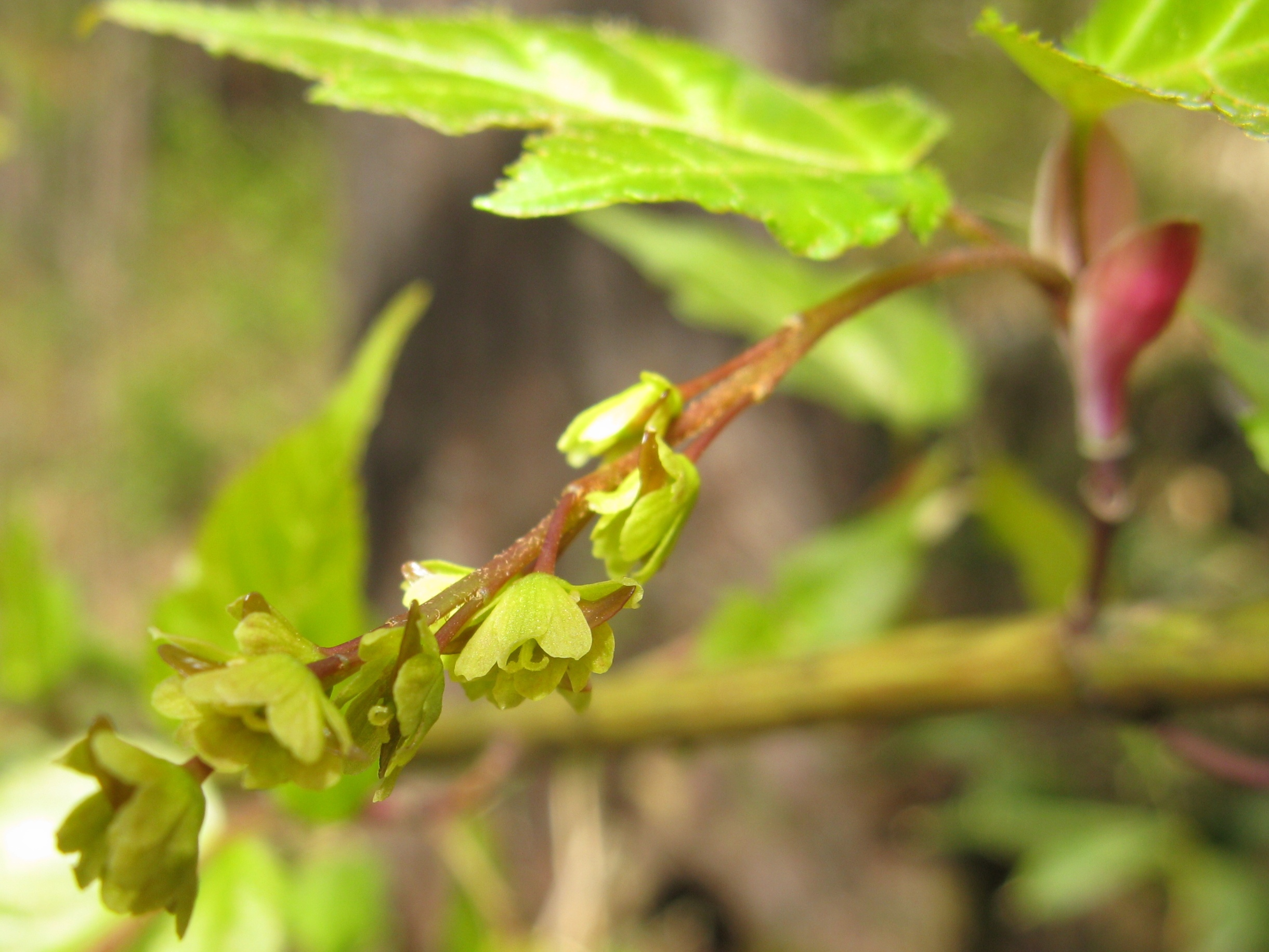
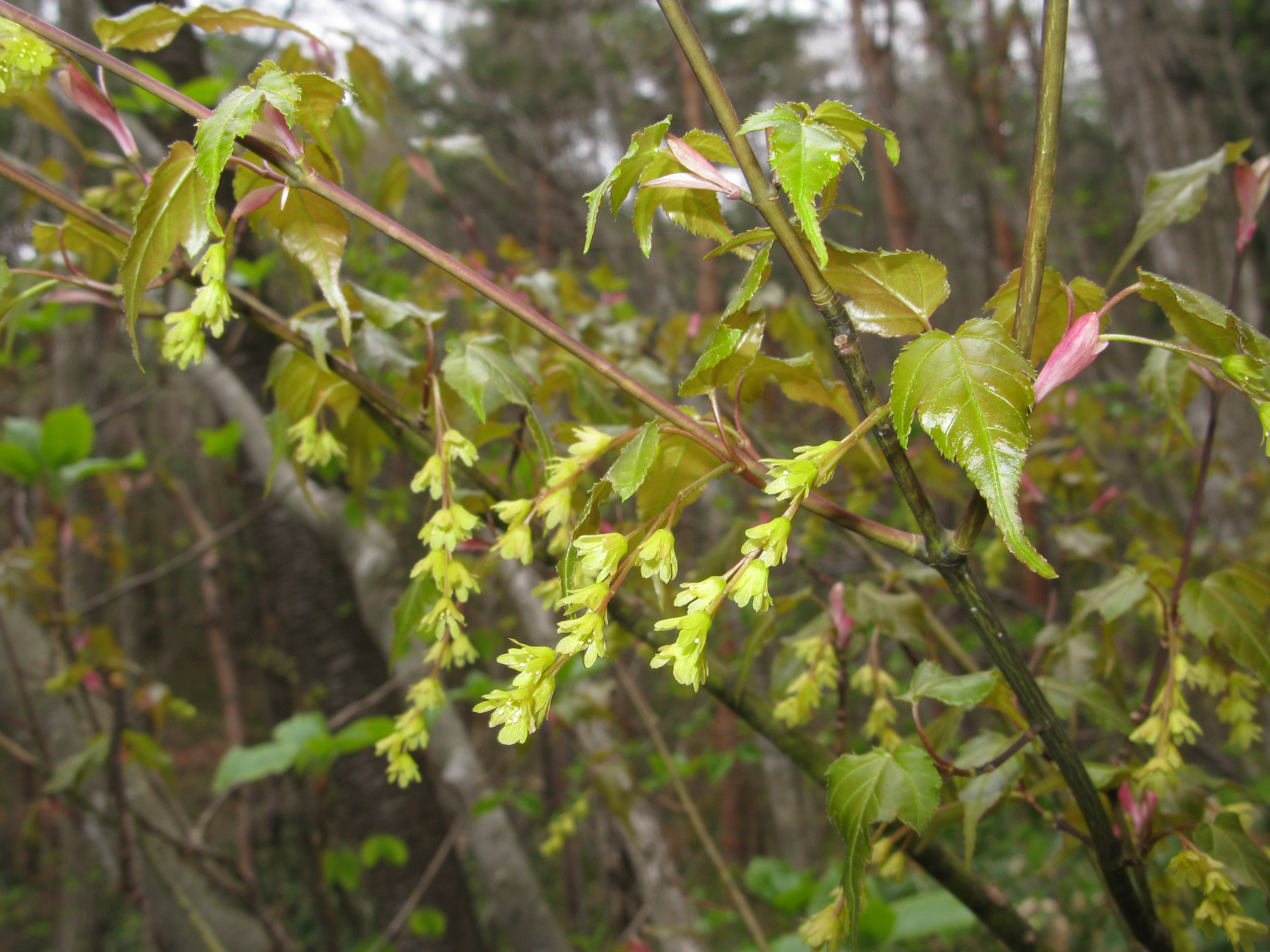

## Giống
- Acer crataegifolium 'Meuri-keade-no-fuiri'
- Acer crataegifolium 'Meuri-no-ofu'
- Acer crataegifolium 'Veitchii'